# فهرست مرگ (فیلم ۲۰۱۲)
فهرست مرگ (انگلیسی: Hit List) یک فیلم اکشن هندی محصول سال ۲۰۱۲ است. این فیلم بازسازی یک فیلم بریتانیایی در سال ۲۰۱۱ بنام بلیتز با بازی جیسون استاتهام است. این فیلم به طور همزمان به زبان‌های مالایالم و کانارا تولید شده است.   موسیقی این فیلم توسط آلفون جوزف ساخته شده است.
تولید این فیلم در اواخر ژوئن ۲۰۱۲ به پایان رسید. در ۷ دسامبر ۲۰۱۲ منتشر شد.

## بازیگران
- بالا در نقش ویکرام راتد
- دراوو
- ریاض خان
- تینی تام
- کریشنا به عنوان آناند
- Thalaivasal Vijay
- نارین به عنوان دکتر لوئیس
- سریجیت راوی به عنوان پیتر
- آیشواریا دوان در نقش آوانتیکا
- Sasi Kalinga
- رضا باوا
- Prithviraj
- سورش کریشنا
- کیران راج
- ساموتیراکانی
- ساندیا